# Groß Laasch
Groß Laasch ist eine Gemeinde im Landkreis Ludwigslust-Parchim in Mecklenburg-Vorpommern (Deutschland). Sie wird vom Amt Ludwigslust-Land mit Sitz in der nicht amtsangehörigen Stadt Ludwigslust verwaltet.

## Geografie und Verkehr
Die Gemeinde innerhalb des Städtedreiecks Ludwigslust – Neustadt-Glewe – Grabow liegt etwa 35 Kilometer südlich von Schwerin. Die Müritz-Elde-Wasserstraße verläuft in südlicher Richtung an der östlichen Gemeindegrenze.
Umgeben wird Groß Laasch von den Nachbargemeinden Neustadt-Glewe im Norden, Blievenstorf im Nordosten, Muchow im Osten, Grabow im Süden, Ludwigslust im Westen sowie Wöbbelin im Nordwesten.
Im Gemeindegebiet befindet sich die Abfahrt Ludwigslust der Bundesautobahn 14. Die Landesstraße 73 (ehemals Bundesstraße 191) führt etwa zwei Kilometer westlich am Ort vorbei. Anschluss zur Bundesautobahn 24 besteht über die Auffahrt Neustadt-Glewe in sieben Kilometern Entfernung. Groß Laasch besitzt einen Bedarfshalt an der Bahnstrecke Ludwigslust–Parchim, der alle zwei Stunden von der Ostdeutschen Eisenbahn (ODEG) bedient wird.

## Geschichte
Die erste urkundliche Erwähnung stammt aus dem Jahr 1229 als „Laceke“. Zu dieser Zeit hat es bereits eine Dorfkirche gegeben.
1791 wurde die Dorfkirche Groß Laasch als einschiffiger, dreiseitig geschlossener Backsteinbau errichtet, nachdem der Vorgängerbau, eine Feldsteinkirche, baufällig geworden war.
Von Februar 1945 bis Mai 1945 existierte das Konzentrationslager Wöbbelin in der Gemarkung der Gemeinde Groß Laasch, etwa zwei Kilometer westlich vom Dorfkern entfernt. Am ehemaligen Standort des Lagers wurde 2005 eine Gedenkstätte eingerichtet.
Am 5. Mai 2015 zerstörte ein Tornado das alte Bahnhofsgebäude von Groß Laasch.

## Politik

### Gemeindevertretung und Bürgermeister
Der Gemeinderat besteht (inkl. Bürgermeister) aus 9 Mitgliedern. Die Wahl zum Gemeinderat am 26. Mai 2019 hatte folgende Ergebnisse:
| Partei/Bewerber                       | Prozent | Sitze |
| ------------------------------------- | ------- | ----- |
| Wählergruppe Groß Laasch – mein Dorf! | 70,08   | 6     |
| Einzelbewerber Buth                   | 14,79   | 1     |
| Einzelbewerberi Placek                | 10,24   | 1     |

Bürgermeister der Gemeinde ist Markus Lau, er wurde mit 77,93 % der Stimmen gewählt.

### Dienstsiegel
Die Gemeinde verfügt über kein amtlich genehmigtes Hoheitszeichen, weder Wappen noch Flagge. Als Dienstsiegel wird das kleine Landessiegel mit dem Wappenbild des Landesteils Mecklenburg geführt. Es zeigt einen hersehenden Stierkopf mit abgerissenem Halsfell und Krone und der Umschrift „• GEMEINDE GROSS LAASCH • LANDKREIS LUDWIGSLUST-PARCHIM“.

## Sehenswürdigkeiten
- Dorfkirche Groß Laasch

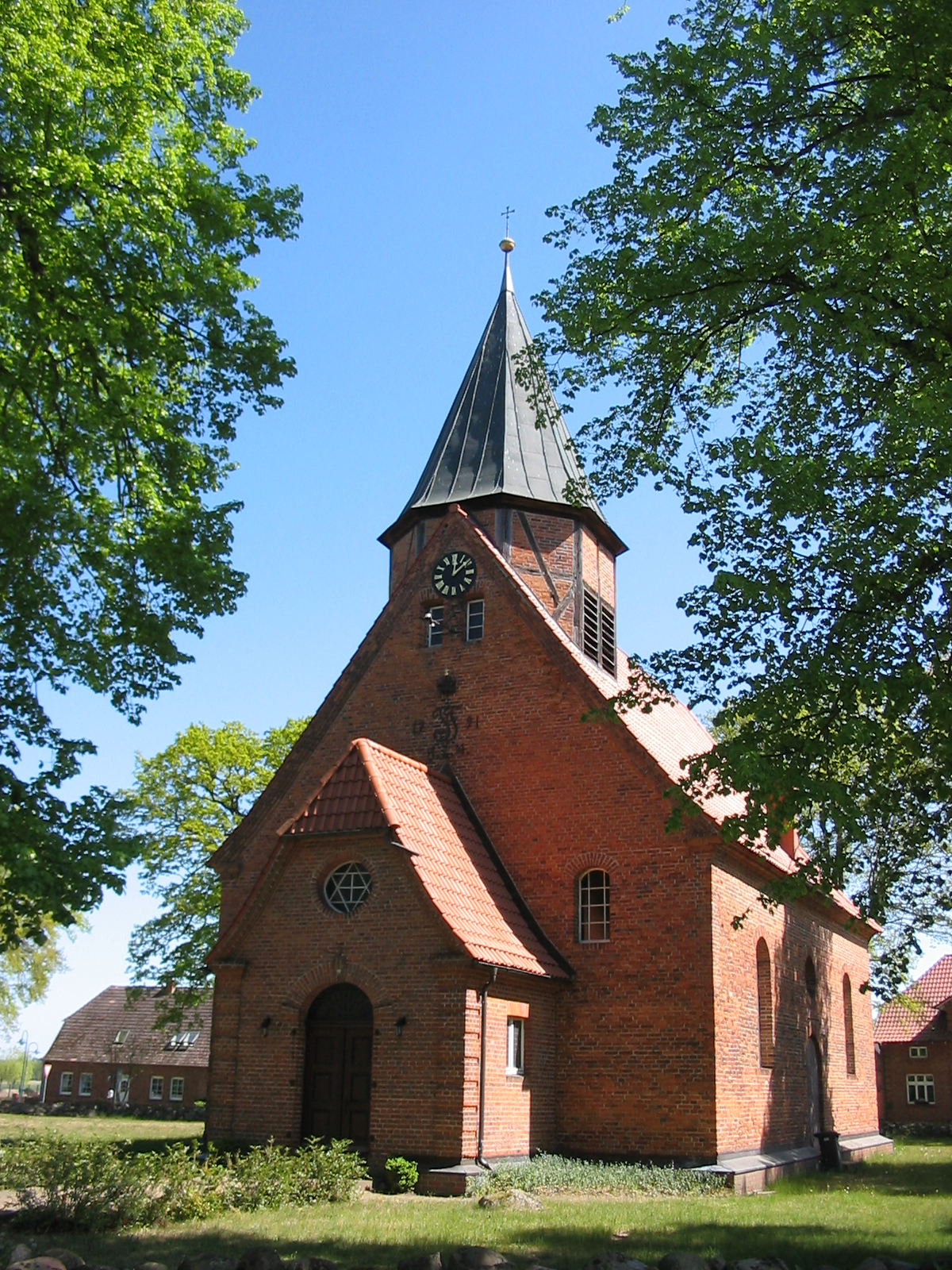
Dorfkirche

- Gedenkstätte des KZ Wöbbelin an der Bundesstraße 106

## Persönlichkeiten
- Horst Metz (1945–2022), CDU-Politiker